# I racconti del maresciallo (miniserie televisiva 1984)
I racconti del maresciallo è una miniserie televisiva del 1984 diretta da Giovanni Soldati; si tratta del seguito dello sceneggiato televisivo omonimo già andato in onda nel 1968. Mario Soldati, padre del regista, aveva già scritto una prima raccolta di racconti nel 1967 da cui era stata ricavata la prima serie con regia di Mario Landi e vi aggiunge poi, nel 1984, i Nuovi racconti del maresciallo a cui è ispirata questa seconda serie. Forse proprio per l'intenzione di favorirne la trasposizione televisiva, i racconti della seconda raccolta sono molto più aderenti alle convenzioni del genere giallo. 
La serie vede protagonista il maresciallo Gigi Arnaudi interpretato da Arnoldo Foà, che deve risolvere cinque casi differenti facendo appello alla sua astuzia e al suo fiuto per le indagini, senza mai perdere umanità e comprensione. 
La miniserie è stata trasmessa in prima visione su Rai 2 nel 1984 ed in seguito replicata sulla stessa emittente (spesso in fascia notturna) e sull'emittente televisiva Rai Premium.

## Episodi
| nº | Titolo                 | Prima visione  |
| -- | ---------------------- | -------------- |
| 1  | Suggestion diabolique  | 28 marzo 1984  |
| 2  | La fine di Flok        | 4 aprile 1984  |
| 3  | Il barboncino bianco   | 11 aprile 1984 |
| 4  | L'oroscopo             | 18 aprile 1984 |
| 5  | In loving memory       | 2 maggio 1984  |
| 6  | La contessa Dell'Isola | 9 maggio 1984  |